# Unity (hrabstwo Clark)
Unity – miasto w Stanach Zjednoczonych, w stanie Wisconsin, w hrabstwie Clark.